# Onychodactylus fischeri
Onychodactylus fischeri é uma espécie de anfíbio caudado pertencente à família Hynobiidae. Encontrada na China, Rússia e Península da Coreia.